# Allan Cup

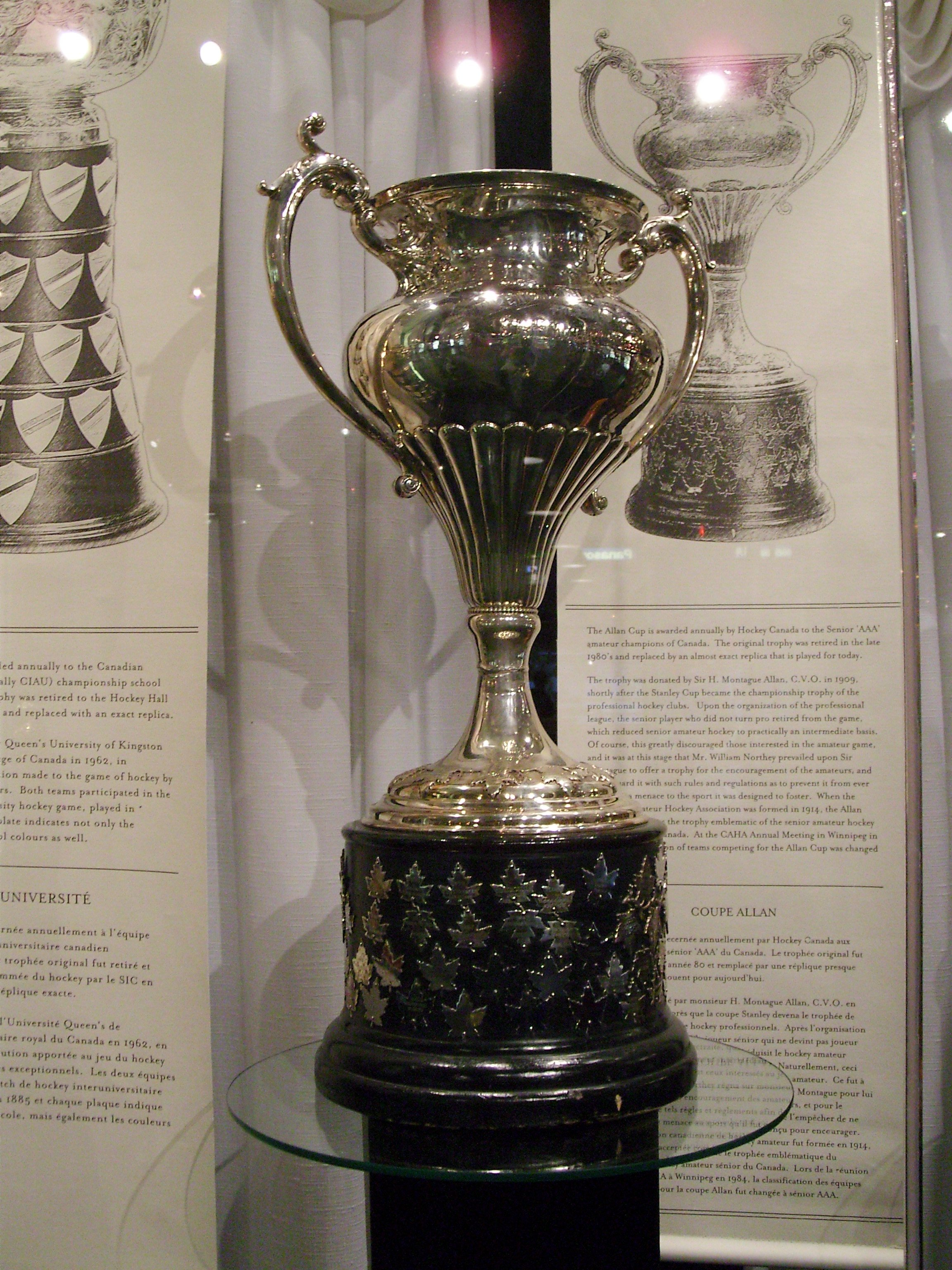
Der Allan Cup in der Hockey Hall of Fame

Der Allan Cup ist eine Eishockeytrophäe, die jährlich an den kanadischen Senior-Amateurmeister (Spieler über 21 Jahre) verliehen wird. Gestiftet wurde der Cup 1908 von Sir H. Montagu Allan als Trophäe für Amateurteams, die den Stanley Cup ersetzen sollte, da dieser von da an nur noch von professionellen Teams gewonnen werden konnte.
Zunächst wurde der Allan Cup dem Victoria Hockey Club aus Montréal präsentiert, der die Trophäe dem Meister der eigenen Liga überreichen sollte. Später sollte die Trophäe auch von den Meistern anderer Ligen errungen werden können. Als erstes Team gewannen die Ottawa Cliffsides den Pokal, die ersten erfolgreichen Herausforderer aus einer anderen Liga war das Team der Queen’s University aus Kingston.
Schon bald wurden jedoch auch die Schwierigkeiten, einen solchen Wettbewerb auf nationaler Ebene in einem so großen Land wie Kanada zu veranstalten, deutlich. 1914 wurde auf Bestreben von Claude Robinson, einem der Ausrichter des Allan Cup, die Canadian Amateur Hockey Association (CAHA) als nationale Dachorganisation des Amateur-Eishockeysports gegründet. Eine der ersten Entscheidungen der neu gegründeten Organisation war es, den bisherigen Wettbewerb um den Allan Cup durch nationale Play-offs zu ersetzen; 1928 wurde die Verantwortung für die Trophäe schließlich vollständig der CAHA übertragen. Diese Schirmherrschaft hatte bis zum Zusammenschluss der Canadian Amateur Hockey Association und der Canadian Hockey Association zu Hockey Canada im Jahr 1994 Bestand.
Seit 1984 wird der Cup ausschließlich an Amateurteams der Senior AAA Kategorie verliehen, die Originaltrophäe ist inzwischen in der Hockey Hall of Fame ausgestellt, dem Gewinner wird jedes Jahr ein Replikat des Cups überreicht.
Bisher wurde der Pokal von Teams aus allen kanadischen Provinzen und dem Yukon-Territorium, wie auch von zwei US-amerikanischen Mannschaften, die in kanadischen Ligen spielten, gewonnen. Die Stadt mit den meisten Allan Cup Siegen ist Thunder Bay mit 10 Titeln, darunter auch vier Siege der Stadt Port Arthur, vor deren Anschluss an Thunder Bay.

## Gewinner des Allan Cup
- 2018: Stoney Creek Generals
- 2017: Grand Falls-Windsor Cataracts
- 2016: Bentley Generals
- 2015: South East Prairie Thunder
- 2014: Dundas Real McCoys
- 2013: Bentley Generals
- 2012: South East Prairie Thunder
- 2011: Clarenville Caribous
- 2010: Fort St. John Flyers
- 2009: Bentley Generals
- 2008: Brantford Blast
- 2007: Lloydminster Border Kings
- 2006: Powell River Regals
- 2005: Thunder Bay Bombers
- 2004: Garaga de Saint-Georges
- 2003: Ile des Chênes North Stars
- 2002: Garaga de Saint-Georges
- 2001: Lloydminster Border Kings
- 2000: Powell River Regals
- 1999: Stony Plain Eagles
- 1998: Truro Bearcats
- 1997: Powell River Regals
- 1996: Warroad Lakers
- 1995: Warroad Lakers
- 1994: Warroad Lakers
- 1993: Whitehorse Huskies
- 1992: Saint John Vito's
- 1991: Charlottetown Islanders
- 1990: Chomedey Laval Warriors
- 1989: Thunder Bay Twins
- 1988: Thunder Bay Twins
- 1987: Brantford Motts Clamatos
- 1986: Corner Brook Royals
- 1985: Thunder Bay Twins
- 1984: Thunder Bay Twins
- 1983: Cambridge Hornets
- 1982: Cranbrook Royals
- 1981: Petrolia Squires
- 1980: Spokane Flyers
- 1979: Petrolia Squires
- 1978: Kimberley Dynamiters
- 1977: Brantford Alexanders
- 1976: Spokane Flyers
- 1975: Thunder Bay Twins
- 1974: Barrie Flyers
- 1973: Orillia Terriers
- 1972: Spokane Jets
- 1971: Galt Hornets
- 1970: Spokane Jets
- 1969: Galt Hornets
- 1968: Victoriaville Tigers
- 1967: Drummondville Eagles
- 1966: Drumheller Miners
- 1965: Sherbrooke Beavers
- 1964: Winnipeg Maroons
- 1963: Windsor Bulldogs
- 1962: Trail Smoke Eaters
- 1961: Galt Terriers
- 1960: Chatham Maroons
- 1959: Whitby Dunlops
- 1958: Belleville McFarlands
- 1957: Whitby Dunlops
- 1956: Vernon Canadians
- 1955: Kitchener-Waterloo Dutchmen
- 1954: Penticton V’s
- 1953: Kitchener-Waterloo Dutchmen
- 1952: Fort Frances Canadians
- 1951: Owen Sound Mercurys
- 1950: Toronto Sr. Marlboros
- 1949: Ottawa Senators
- 1948: Edmonton Flyers
- 1947: Montreal Royals
- 1946: Calgary Stampeders
- 1945: kein Wettbewerb
- 1944: Quebec Aces
- 1943: Ottawa Commandos
- 1942: Ottawa RCAF
- 1941: Regina Rangers
- 1940: Kirkland Lake Blue Devils
- 1939: Port Arthur Bearcats
- 1938: Trail Smoke Eaters
- 1937: Sudbury Tigers
- 1936: Kimberley Dynamiters
- 1935: Halifax Wolverines
- 1934: Moncton Hawks
- 1933: Moncton Hawks
- 1932: Toronto National Sea Fleas
- 1931: Winnipeg Hockey Club
- 1930: Montréal AAA
- 1929: Port Arthur Bearcats
- 1928: University of Manitoba
- 1927: Toronto Varsity Grads
- 1926: Port Arthur Bearcats
- 1925: Port Arthur Bearcats
- 1924: Sault Ste. Marie Greyhounds
- 1923: Toronto Granites
- 1922: Toronto Granites
- 1921: University of Toronto
- 1920: Winnipeg Falcons
- 1919: Hamilton Tigers
- 1918: Kitchener Hockey Club
- 1917: Toronto Dentals
- 1916: Winnipeg 61st Battalion
- 1915: Winnipeg Monarchs
- 1914: Regina Victorias
- 1913: Winnipeg Hockey Club
- 1912: Winnipeg Victorias
- 1911: Winnipeg Victorias
- 1910: Toronto St. Michael’s Sr. Majors
- 1909: Kingston Queen’s University
- 1908: Ottawa Cliffsides